# A Primavera (Botticelli)
A Primavera, também conhecido como Alegoria da Primavera, é um quadro do pintor renascentista Sandro Botticelli. A pintura utiliza a técnica de têmpera sobre madeira. Pintado no ano 1482, o quadro é descrito como "um dos quadros mais populares na arte ocidental". É também, segundo a publicação "Botticelli, Primavera" (1998), uma das pinturas mais faladas, e mais controversas do mundo". Enquanto a maioria dos críticos concordam que a pintura, retrata um grupo de figuras mitológicas num jardim (alegoria para o crescimento exuberante da Primavera), outros dão sentidos diferente à obra, sendo, por vezes, citado para ilustrar o ideal de amor neoplatónico.
A história da pintura não é muito conhecida, porém, parece ter sido encomendada por Lorenzo di Pierfrancesco de Médici. É provável que Botticelli se tenha inspirado nas odes de Poliziano para realizar esta obra. As outras fontes são da Antiguidade: os Faustos de Ovídio e De rerum natura de Lucrécio. Desde 1919 que a pintura faz parte da colecção da Galeria Uffizi em Florença, Itália.

## Composição
A obra, A Primavera, possui inúmeros detalhes que podem ser revelados em uma Descrição Pré-iconográfica, o primeiro ato para análise de uma obra de acordo com Panofsky. Esse tipo de descrição revela que a obra possui nove personagens distribuídos por toda a extensão do quadro. Ao centro da obra, soberana a olhar o espectador, está uma mulher em pé, com o corpo levemente em “S”, segurando um forte manto vermelho. Sobre ela, um personagem que remete a um cupido, com o corpo infantil, asas que o suspendem no ar e olhos vendados, apontando para um grupo de três mulheres. Essas três mulheres de pele e cabelos claros dançam vestidas transparentemente. A esquerda da obra, o personagem de um jovem (quase fora da composição por seu olhar e suas ações indiferentes ao resto da obra) chama atenção ao lado das personagens femininas por seu manto vermelho nesta composição de cores claras. O jovem tem uma espada na cintura e uma das mãos erguidas que alcança uma fruta. Depois que o olho do espectador segue este ciclo, volta-se para o lado direito da obra, em que o tema Primavera parece alcançar seu auge. Neste espaço, o olhar segue da primeira à última figura e volta da última para a primeira, buscando compreender a narrativa da obra. Neste grupo, uma mulher floridamente vestida, espalha flores e atrás dela, uma jovem, também vestida transparentemente foge dos braços e do sopro de um ser azulado com asas.
Na obra, o chão verde escuro é muito florido e o cenário dos acontecimentos parece ser um bosque com muitas árvores dando frutos alaranjados. Há diferentes flores, diferentes caules de árvores e diferentes folhas. Há algumas entradas de luz, mas duas delas, atrás da personagem central chamam atenção pela sua forma, que ora parecem olhos, ora parecem pulmões. Os personagens destacam-se pela suavidade das cores, contrastando com o escuro do fundo e do chão. As figuras estão quase todas na vertical, com exceção do cupido, que está na horizontal, e de duas do grupo a direita que estão em diagonal, mas amparadas pelas verticais das outras personagens.

## Temas

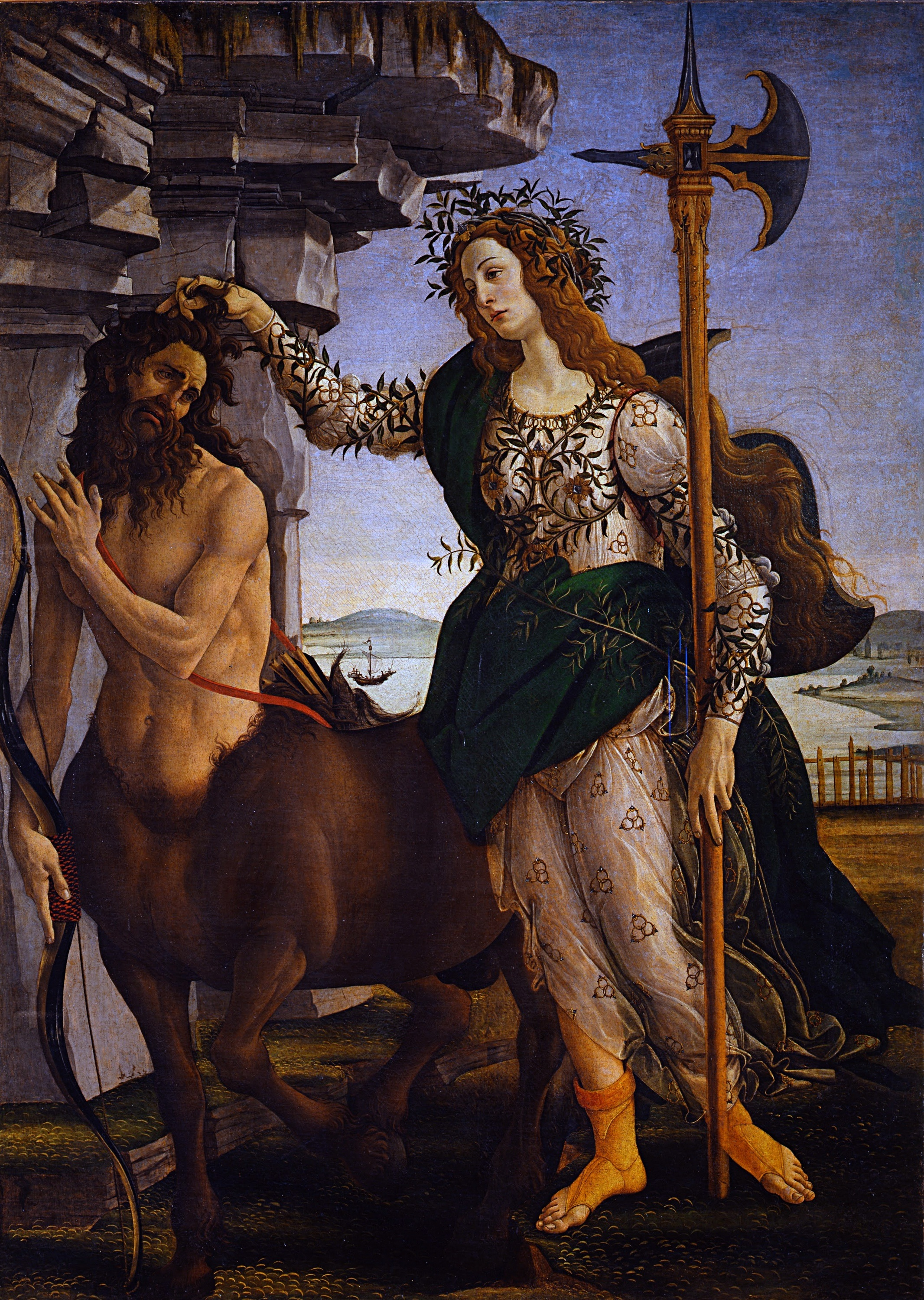
"Palas e o Centauro" (Botticelli, 1482), foi proposta como "peça companheira" para a Primavera. Pintura exposta também em Uffizi.

Várias interpretações do quadro foram definidas, mas é geralmente aceite o caracterizado por "Cunningham e Reich (2009)", "uma elaborada alegoria mitológica da fertilidade florescente do mundo." Elena Capretti em Botticelli (2002) sugere que a interpretação é feita da seguinte forma:
A leitura da imagem é da direita para a esquerda: Zefiros, o vento cortante de Março, sequestra e possui a ninfa Clóris, a quem mais tarde se casa e a transforma em divindade, torna-se a deusa da Primavera, portadora da vida eterna, espalhando rosas pelo chão.

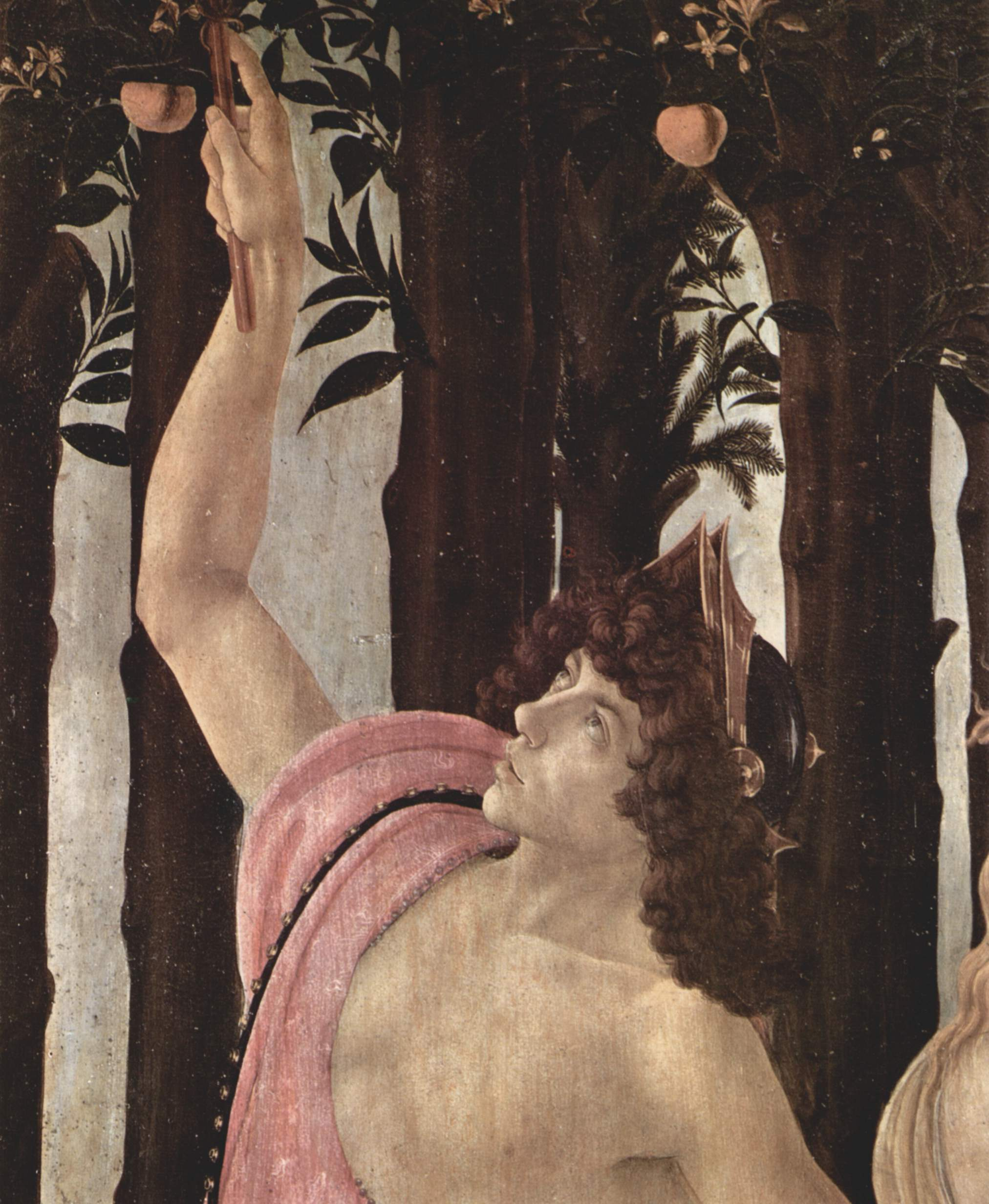
Juliano de Médici pode ter sido o modelo para Mercúrio

Vénus preside o jardim, as graças que a acompanham (e alvo do Cupido) usam jóias com as cores da família Médici, enquanto o caduceu de Mercúrio mantém o jardim seguro de nuvens ameaçadoras. As identificações básicas de caracteres é amplamente adaptada, mas outros nomes são usados às vezes para as mulheres à direita. De acordo com Botticelli (1901), a mulher de vestido florido é Primavera (a sua personificação), cujo companheiro é Flora. Flores primaveris saem da boca de Flora em contacto com o Deus do Vento.
Além de seu significado evidente, a pintura tem sido interpretada como uma ilustração do amor neoplatónico popularizado entre os Medicis e seus seguidores por Marsilio Ficino. Nesta interpretação, tal como estabelecido em Sandro Botticelli, 1444-1445 -1510 (2000), o amor carnal natural representada por a figura de Zefiros à direita, é objecto de renúncia pela figura central das três Graças, que virou as costas para a cena despreocupada com a ameaça (cupido) que paira sobre ela. A preocupação dela está em Mercúrio, que mesmo ele olha despreocupado para além da tela, ignorando-a.

## Origens
A origem da pintura é um pouco obscura. Pode ter sido criada em resposta a um pedido em 1477 de Lorenzo de Medici, ou pode ter sido encomendado por Lorenzo um pouco mais tarde, ou pelo seu primo Lorenzo di Pierfrancesco de Medici. Outra teoria sugere que Lorenzo encomendou o retrato para celebrar o nascimento de seu sobrinho, Júlio di Juliano de Médici (que um dia se tornaria Papa), mas mudou de ideia após o assassinato do pai de Júlio, seu irmão Juliano, tendo assim oferecido como um presente de casamento para Lorenzo di Pierfrancesco de Medici, que se casou em 1482. A primavera também está nos Uffizi, n.º datável de c. 1478, como propôs Cavalcaselle.
O quadro em geral foi inspirado por uma descrição do poeta Ovídio sobre a chegada da Primavera (Fasti, Livro 5, 2 de Maio), embora os detalhes podem ter sido derivadas de um poema de Poliziano. Como o poema de Poliziano, "Rústico", foi publicado em 1483 e que a pintura é geralmente dita de ter sido concluído por volta de 1482, alguns estudiosos têm argumentado que a influência foi revertida. Outra fonte de inspiração para a pintura parece ter sido Lucrécio no poema "Natura Rerum De". Tem sido proposto que o modelo de Vénus foi Simonetta Vespucci, esposa de Marco Vespucci e, talvez, a amante de Juliano de Médici, que se diz ter sido ele próprio o modelo para Mercúrio.

### História
Independentemente da veracidade da sua origem e inspiração, a pintura foi inventariado na colecção de Lorenzo di Pierfrancesco de Medici, em 1499. Em 1919, foi movido para a Galeria Uffizi, em Florença. Durante a campanha italiana na Segunda Guerra Mundial, a imagem foi transferida para o Castelo de Montegufoni, cerca de dez milhas a sudoeste de Florença, para protegê-lo dos bombardeamentos. Foi devolvido para a Galeria Uffizi, onde permanece até hoje. Em 1982, a pintura foi restaurada. O trabalho tem escurecido consideravelmente ao longo do tempo.

## Galeria
Alguns detalhes de "A Primavera":

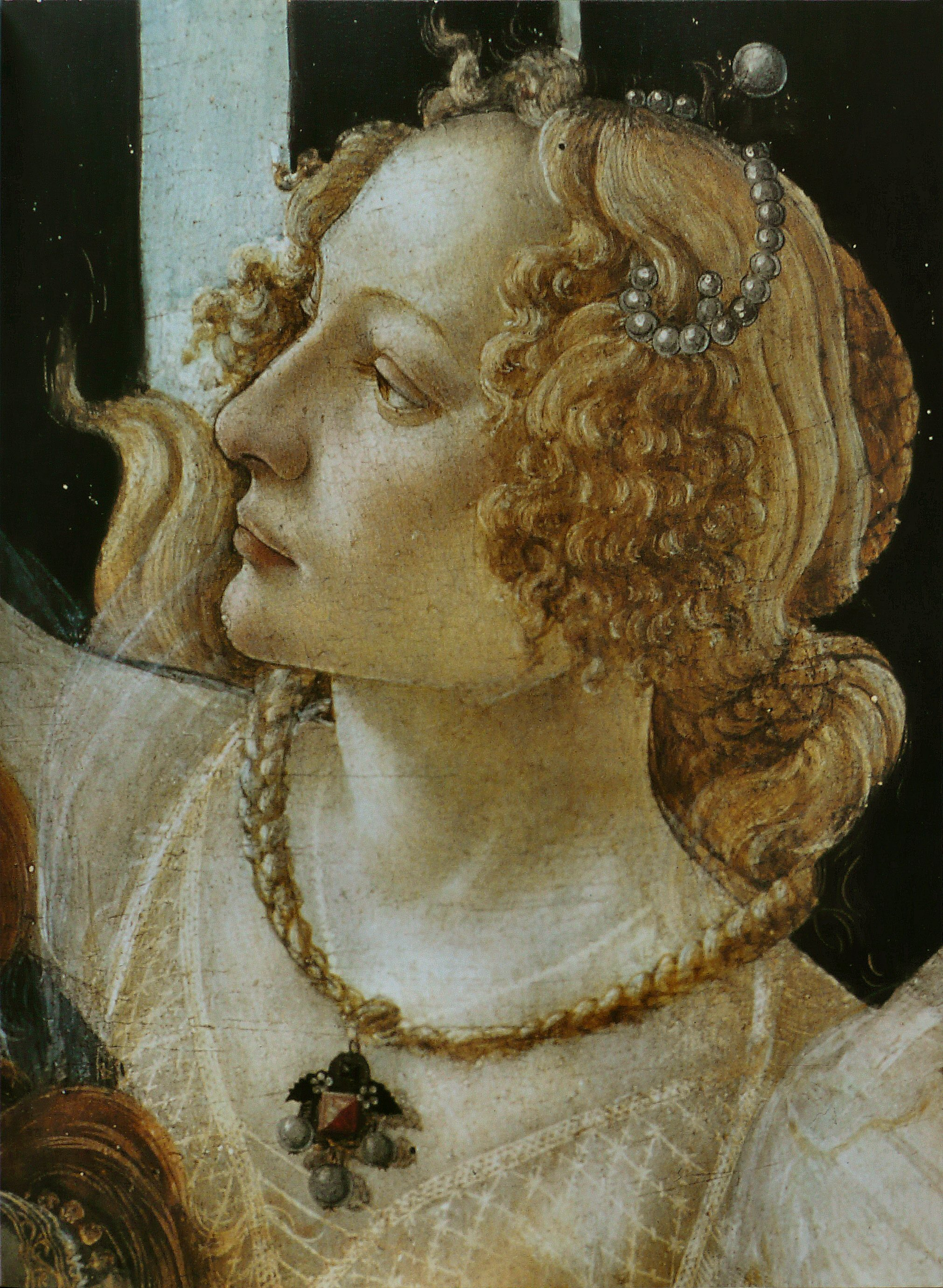
Pormenor do colar (cores da família Medici) de uma das Graças.
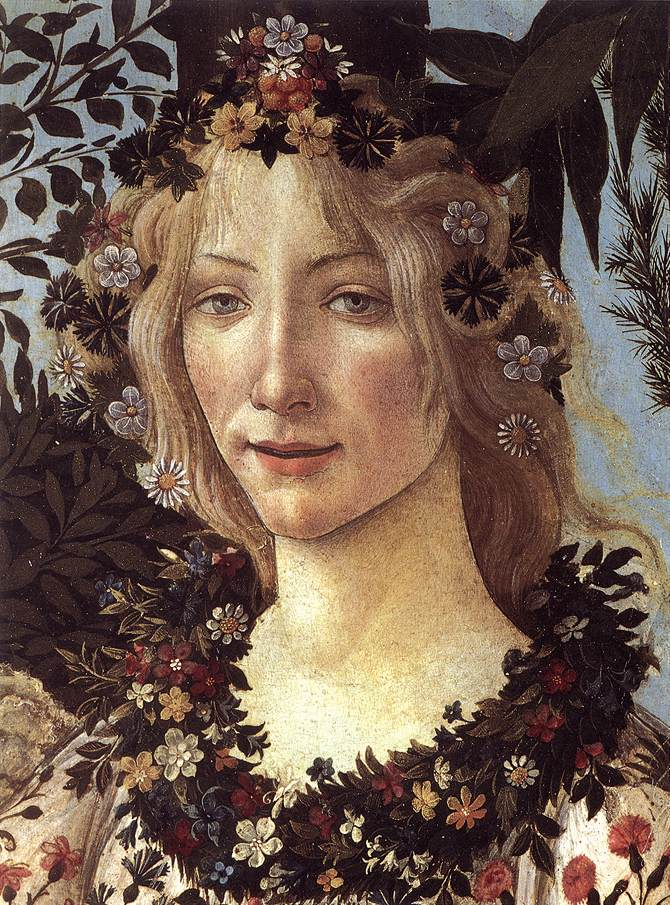
Flora.
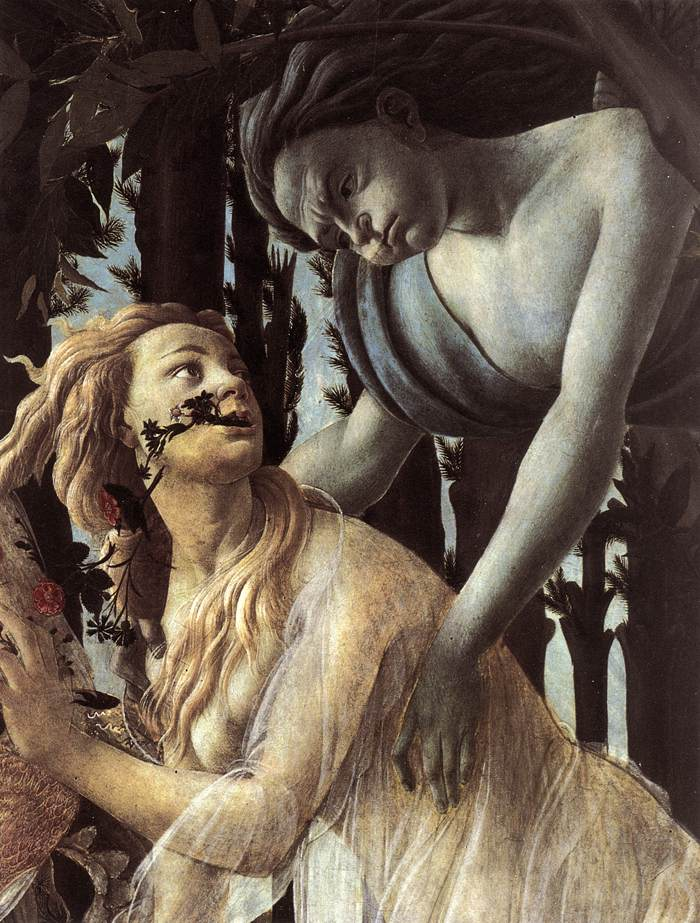
Zefiros e Clóris.
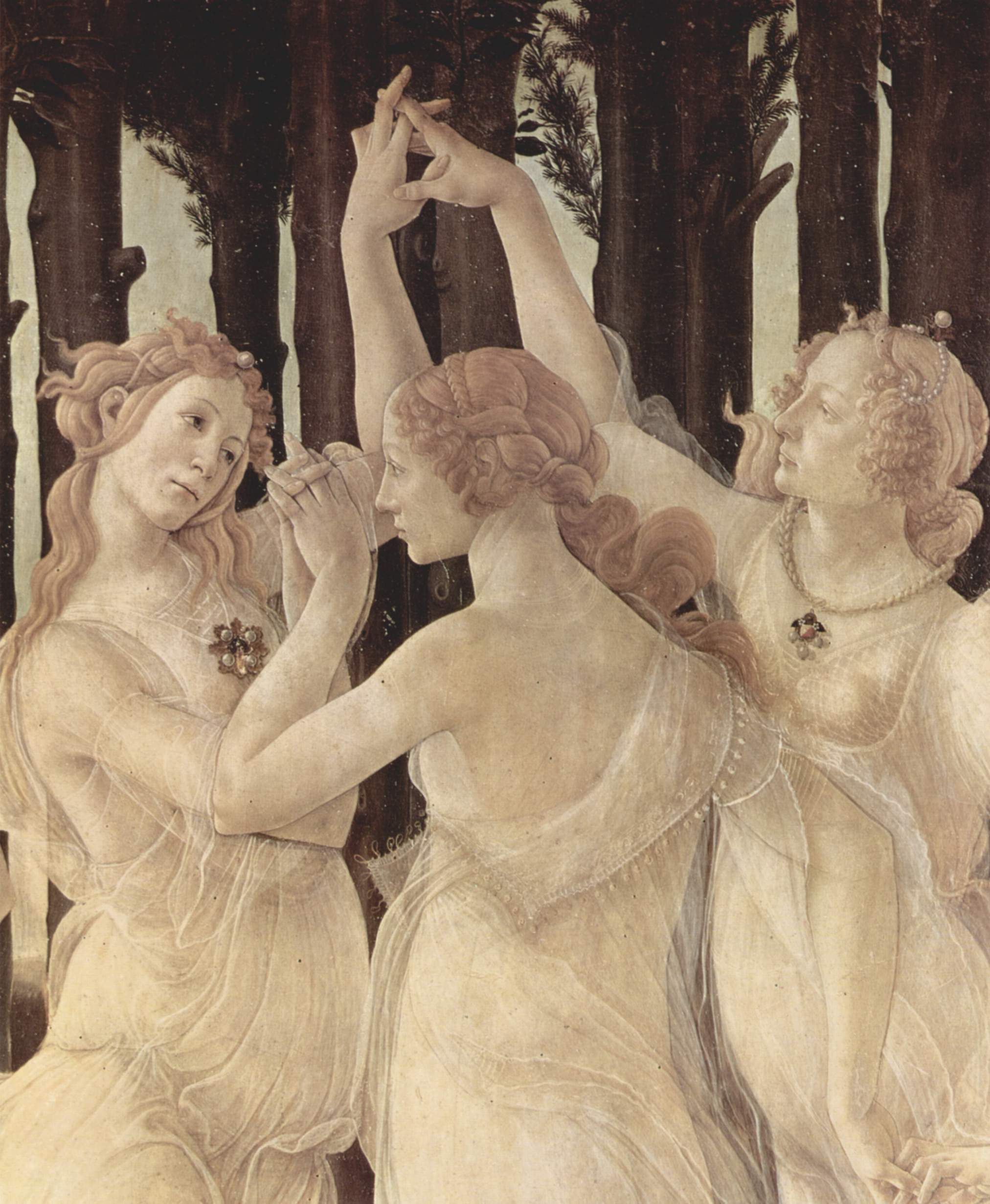
As três Graças.
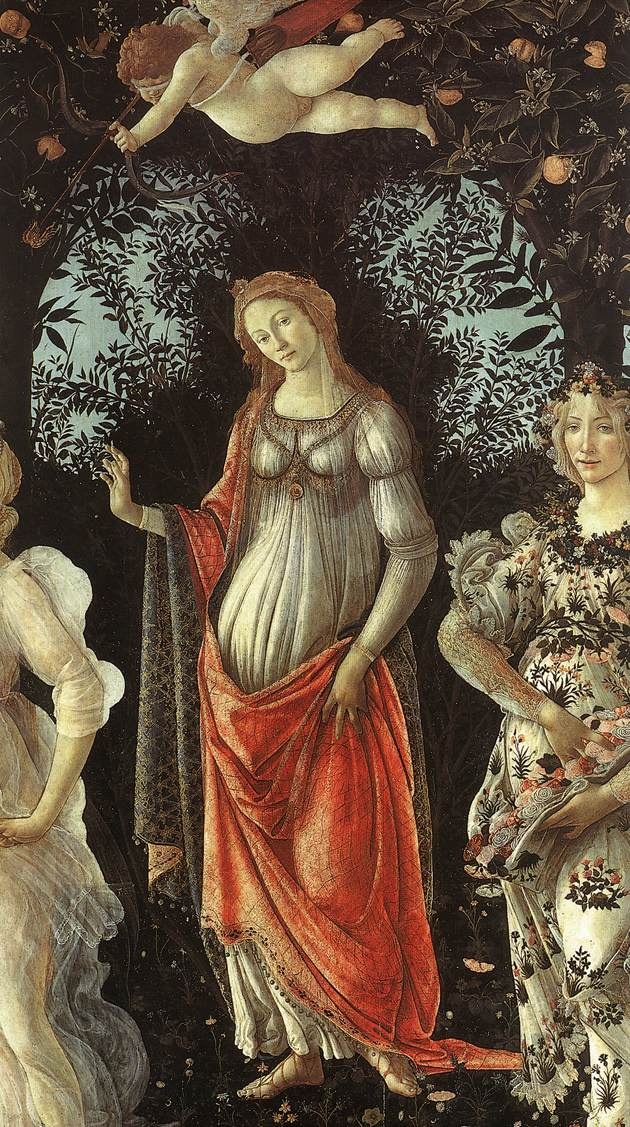
Vénus debaixo do seu arco.